# Coryphopterus humeralis
Coryphopterus humeralis es una especie de peces de la familia de los Gobiidae en el orden de los Perciformes.

## Morfología
Los machos pueden llegar a alcanzar los 4,4 cm de longitud total.

## Distribución geográfica
Se encuentra desde el Mar Rojo hasta la Polinesia Francesa, las Islas Ryukyu, la Gran Barrera de Coral y Nueva Caledonia. 

## Observaciones
Es inofensivo para los humanos. 